# MATE (自動おしぼり機)
MATE（メイト）は、エイブルコーポレーションが2003年8月に開発、発売した自動おしぼり機である。別名はウェットタオルディスペンサー。

## 概要
アミューズメント機器の開発、販売等を行なっていたエイブルコーポレーションが、不特定多数の人が触るアミューズメントマシンの不衛生さに着目し、プレイ後に手についた細菌などを殺し衛生面を保つという目的で2003年に開発、発売した。当時アミューズメント業界にこの類の製品は無く、業界で初めての自動おしぼり機として発売された。2004年にはAOU2004 アミューズメントエキスポに出品され、同年にはアミューズメント機器業者でありながら第4回JAPANドラッグストアショーに出展するなど衛生面の向上を訴えかけた。特許取得はしておらず、販売直後から台湾・中国などのメーカーから模倣品が発売された。
MATEがヒットした理由は、業界初の自動おしぼり機である点に加え、開発前に流行したSARSの影響による人々の衛生面への配慮や設置店に優しいコストパフォーマンス、ビニールなどの無駄なゴミが出ないためゴミ削減にも効果を発揮する点などが挙げられる。事実、販売直後にファミリーレストラン「ガスト」で全国994店舗での採用が決定されている。

## 仕組み
長方形の箱型のデザインで、正面の上部にボタンがついている。このボタンを押すとおしぼりが自動で出てくるというもの。おしぼりは「ハイパー電解水」を使用しており、温度は温かめに設定されている。銀×白のカラーデザイン。おしぼりが無くなると赤いランプが点灯し、機械の後ろから補充できるようになっている。ハイパー電解水の関係から使用後に手に酸っぱい臭いが付くがすぐに取れる。